# P/2018 A4 (PANSTARRS)
P/2018 A4 (PANSTARRS) — одна з комет сімейства Юпітера. Відкрита 12 січня 2018 року; була 20.6m на час відкриття.